# Drep de kristne
Drep de kristne è il primo album in studio del gruppo musicale symphonic black metal norvegese Troll, pubblicato nel 1996. Ripubblicato dall'etichetta "Head Not Found" con una tracklist e una copertina diversi. La copertina originale è stata disegnata da Alex Kurtagic.

## Tracce
1. Kristenhat – 6:42
2. Naar solen blekner bort – 4:20
3. Med vold skal takes kristenliv – 3:03
4. Trollberg – 4:18
5. I saler av sten – 3:37
6. Troll riket – 5:48
7. Gud's fall – 3:58
8. Drep de kristne – 4:19